# Los Brownies
Los Brownies es una serie-novela panameña producida por la cadena panameña, Telemetro Canal 13 y fue emitida en el horario de las 9pm, con transmisión diaria. 'Los Brownies' narra la vida de una familia de costa arriba de Colón que venden un terreno y se van a vivir a la capital, Ciudad de Panamá, donde se encontrarán con la cruda realidad, la discriminación y los prejuicios de la sociedad.

## Reparto
| Actor/Actriz             | Personaje                          | Temporadas | Temporadas |
| Actor/Actriz             | Personaje                          | 1          | 2          |
| ------------------------ | ---------------------------------- | ---------- | ---------- |
| Kendall Mackella Drayton | Melanio Brown                      | Sí         | Sí         |
| Neysa Ferguson           | Aminta Rodríguez de Brown          | Sí         | Sí         |
| Allan Wilson             | Germain Brown Rodríguez            | Sí         | Sí         |
| Elisa Pellot             | Anayansi Brown Rodríguez           | Sí         | Sí         |
| Lourdes Gómez Nates      | Maruja Rodríguez                   | Sí         | Sí         |
| Agustín Clément          | Rodolfo                            | Sí         | Sí         |
| Francia Maduro           | Marelissa                          | Sí         | Sí         |
| Isabeau Méndez           | Ana Carolina                       | Sí         | Sí         |
| Rasiel Rodríguez         | José Manuel                        | Sí         | Sí         |
| Juan Carlos Yeep         | Didier                             | Sí         | No         |
| Lele Papa                | Josefa                             | No         | Sí         |
| Andrés Morales           | Eduardo Antonio                    | Sí         | Sí         |
| Sara Faretra             | María Fernanda Vallarino "Marifer" | Sí         | Sí         |
| Andrés Gil               | Felipe                             | No         | Sí         |

## Elenco y personajes

### Familia Los Brown
- Melanio Brown (Kendall Mackella Drayton): Es un hombre sumiso, luchador y orgulloso de sus raíces. Se trata de Melanio, de 48 años. Sus raíces negras, no las puede ocultar, es un tipo alegre y apasionado. Tiene un estilo muy peculiar, incluso su look es similar al de los años 80, incluyendo el cabello. Melanio tiene un gran carisma. Es la cabeza de la familia, pero el mando lo lleva por completo su esposa Aminta, quien es respaldada por su hermana.

- Aminta Rodríguez de Brown (Neysa Ferguson): Es una mujer muy dominante, casi, casi una dictadora, pero a la vez es sobreprotectora especialmente con sus hijos: Germain y Anayansi. Aminta es la esposa de Melanio, entre los dos han creado un ambiente balanceado en el hogar. Ella es amorosa a su manera, pero también muy fiel. Aminta tiene un gran corazón, por lo tanto se preocupa por los demás y es la encargada de dar todos los consejos.

- Germain Brown (Allan Wilson): El joven Brown, tiene 25 años, es valiente, honrado y, sobre todo, muy tenaz. Su contextura física es un gran atractivo para las chicas, sin importar su clase social. Germain es de carácter fuerte, tanto así que no se deja influenciar por nadie. Pero aun así, no deja de ser romántico y es muy apasionado por lo que ama. Defiende lo suyo contra todo, sin importar las consecuencias.

- Anayansi Brown (Elisa Pellot): La más amorosa de la familia Brown, es Anayansi, pero también es la más tímida. Esta característica de Anayansi es aprovechada por muchos para acosarla y abusar de ella. Tiene 19 años y sacó de su madre el gran corazón, que la convierte en una persona fácil de querer y que no duda en expresar sus sentimientos hacia los demás. Su belleza está oculta, pero al final del día todos descubrirán su gran encanto.

- Maruja Rodríguez (Lourdes Gómez Nates): Es la hermana de Aminta Brown, con quien lidera a la familia. Se caracteriza por sus llamativos atuendos tradicionales de la etnia negra. Maruja solo confía en las cartas, hace todo lo que ellas digan o sus rituales africanos. Tiene muy mal genio y para rematar es un ave de malagüero, la mala vibra es lo suyo. Si algo ocurre dentro de la casa o con algún miembro de la familia, de seguro Maruja lo sabe porque no se le va nada.

### Los Vecinos
- Rodolfo (Agustín Clément): Es la cabeza de la familia. Es un gran juega vivo, avaro y, por lo tanto, oportunista. A Rodolfo Ernesto, quien tiene 52 años, nunca lo verás desaliñado. Siempre estar acicalado y presentable son parte de su personalidad. Rodolfo es un gran estratega, sobre todo cuando de obtener dinero se trata. Por esta razón siempre debe luchar contra su esposa, Marelissa, quien no puede controlar sus emociones. Él tratará a toda costa de mantener su estatus social.

- Marelissa (Francia Maduro): De arriba hasta abajo muestra su clase. Marelissa Antonia es una mujer muy volátil, característica que a veces le resta a los planes de su esposo Rodolfo. Es un tanto egoísta y solo se preocupa por su bienestar. A Marelissa le afecta mucho el qué dirán y tiene dos caras. Ella tiene dos hijos: José Manuel y Ana Carolina.

- Ana Carolina (Isabeau Méndez ): Es la más pequeña de la casa, súper inocente y, a la vez, rebelde. Ana Carolina es muy guapa y sutilmente provocadora. Ella es un espíritu libre, no se deja llevar por el qué dirán o las presiones sociales que abundan en su entorno. Ana es muy diferente a sus padres Rodolfo y Marelissa, ella se preocupa mucho por los demás.

- José Manuel (Rasiel Rodríguez): Es un joven culto y sin prejuicios. Pese a su buena posición social, José Manuel tiene los pies bien puestos en la tierra. José Manuel tiene 23 años y es el hijo mayor de Rodolfo y Marelissa. Es una persona tratable y le encanta la acción, en especial desarrollar actividades deportivos. Él ama el deporte..

- Didier (Juan Carlos Yeep): Él es el mayordomo, incluso se considera un miembro más, en especial, por la buena relación que lleva con la Sra. Marelissa. Tiene como cualidad nata ser chismoso y lleva todo lo que sabe a la señora de la casa. Sin embargo, Didier cree tener el control en todo momento. Se cree superior a todos y no deja que nadie intente pisotearlo.

### Personajes Secundarios
- María Fernanda Vallarino "Marifer" (Sara Faretra): El egocentrismo y la maldad rigen las decisiones de Marifer, como le dicen sus amigos. Ella es una mujer sumamente celosa y obsesiva. Marifer siempre logra lo que quiere, sin importar a quién se lleva en su camino.

- Eduardo Antonio (Andrés Morales): El “juega vivo” define su vida. Es un seductor por naturaleza y su cuerpo atlético lo ayuda mucho. Eduardo tiene un pasado turbio y un presente peligroso. Vive un matrimonio obligado con María Fernanda Vallarino, en medio de su pesadilla se convierte en “socio” de Rodolfo. Eduardo tiene un solo objetivo conquistar a Josefa y quitarle su fortuna para vivir con todos los lujos sin necesidad de trabajar.

### Nuevo Personajes - 2.ª Temporada
- Josefa (Lele Papa): La madre de Marelissa es una mujer tan elegante como autoritaria. Ella aparenta menos edad porque siempre trata de lucir muy bien, el maquillaje y buen peinado nunca faltan. Josefa ha vivido muchos años fuera de Panamá y tras la muerte de su esposo tomó las riendas de los negocios. Ahora ha regresado para ayudar a su hija, quien se encuentra en crisis por su nuevo status económico. Eso sí, Josefa no es fácil de engañar y Rodolfo lo sabe muy bien.

- Felipe (Andrés Gil): Inteligente, conservador, tímido, inseguro y pacifista son algunas de las características de Felipe, quien ignora por completo que es un chico muy guapo. Su gran inteligencia lo acerca a Anayansi Brown, de quien se convierte en mejor amigo

## Emisiones
| Temporada | Primera emisión    | Última emisión      | Capítulos | Hora |
| --------- | ------------------ | ------------------- | --------- | ---- |
| 1         | 14 de mayo de 2014 | 12 de junio de 2014 | 22        | 9pm  |
| 2         | 20 de mayo de 2015 | 24 de julio de 2015 | 44        | 9pm  |